# Mathieu d'Escouchy
Mathieu d'Escouchy (Le Quesnoy, 1420 – Péronne, 1482) was een kroniekschrijver uit Picardië die werkte in de laatste periode van de Honderdjarige Oorlog.

## Biografie
Mathieu d'Escouchy werd geboren in 1420 in Le Quesnoy. Als kroniekschrijver zette hij het werk voort van Enguerrand de Monstrelet, die de periode van 1400 tot 1444 beschreef. D'Escouchy behandelde de periode van 1444 tot 1467. Hij stond vrij positief tegenover Bourgondië, alhoewel hij zelf getuigt van zijn onpartijdigheid: "Ay poursievi ma matire sans partialité ny faveur aucune a l'une des parties plus qu'a l'autre". Vrij vertaald luidt dit: "Ik heb mijn stof behandeld zonder partijdig te zijn, zonder noch de ene noch de andere partij te bevoordelen". Hij was eerst in dienst bij Filips de Goede, Hertog van Bourgondië, en daarna bij Lodewijk XI, koning van Frankrijk. Hij reproduceerde belangrijke historische documenten en gaf er dan zijn analyse van.

Zoals alle kroniekschrijvers van die tijd ging zijn belangstelling vooral uit naar wapenfeiten, toernooien en de grote mannen die ze bevochten. Niettemin brengt hij ons ook een relaas van het Banket van de Fazant, het grote feest ingericht door Filips de Goede om zijn intentie om op kruisvaart te gaan af te kondigen.
In dienst van Lodewijk XI nam hij deel aan de Slag bij Montlhéry (zie ook Ligue du Bien Public), bij welke gelegenheid hij in de adelstand werd verheven.
Later werd hij benoemd tot schepen en provoost van Péronne. Daar werd hij nog beschuldigd van misdaden en aanslagen, meer precies van moord en van vervalsing. Na gemarteld te zijn, werd hij veroordeeld, maar later werd hij in ere hersteld.

## Externe referenties
- Publicatie van de Kroniek van Mathieu d'Escouchy

- Bibsys: 13050513
- Bibliothèque nationale de France: cb11837825j (data)
- Gemeinsame Normdatei: 100953581
- International Standard Name Identifier: 0000 0001 0178 292X
- Library of Congress Control Number: no2010087506
- Nationale Bibliotheek van Israël: 987007385552905171
- Nederlandse Thesaurus van Auteursnamen: 073369756
- Système universitaire de documentation: 074137042
- Virtual International Authority File: 89139040